# Günther Heeg
Günther Heeg (geb. 7. Februar 1948) ist ein deutscher Theaterwissenschaftler und Germanist.

## Leben
Günther Heeg besuchte das Gymnasium in Waiblingen/Rems und studierte Germanistik, Geschichte, Philosophie und Sozialwissenschaften in Stuttgart, Würzburg, Berlin und Frankfurt am Main. 
Von 1975, er wurde Lehrer am Spessart-Gymnasium in Alzenau/Unterfranken, bis 1977 legte er seine beiden Staatsexamen für das Lehramt an Gymnasien ab. 1977 promovierte er bei Erwin Rotermund am Literaturwissenschaftlichen Institut der Universität Würzburg mit dem Thema Die Wendung zur Geschichte. Konstitutionsprobleme antifaschistischer Literatur im Exil. 
Von 1982 bis 1988 leitete er die freie Theatergruppe Alzenauer Ensemble, die unter seiner Leitung u. a. „Dantons Tod/Der Auftrag“ (1984) und „Die NIBELUNGEN–Das Ende der Durch-Sage“ (1986/88) aufführte. Ab 1984 hatte er einen Lehrauftrag am Institut für Angewandte Theaterwissenschaften der Universität Gießen und am Institut für Theater-, Film- und Medienwissenschaft der Universität Frankfurt am Main. Bis 1992 blieb er, später als Oberstudienrat, am Spessart-Gymnasium.  
1993 verließ er den Schuldienst und erhielt ein Habilitandenstipendium der DFG. 1997 habilitierte er sich bei Hans-Thies Lehmann am Institut für Theater-, Film- und Medienwissenschaft der Universität Frankfurt am Main mit dem Thema Das Phantasma der natürlichen Gestalt. Körper, Sprache und Bild im Theater des 18. Jahrhunderts. 1997/98 war er Vertretungsprofessor am Institut für Angewandte Theaterwissenschaften der Universität Gießen und war zeitgleich bis 2000 wissenschaftlicher Mitarbeiter im DFG-Forschungsprojekt Theater und Malerei. Zusätzlich war er 1999/2000 Hochschuldozent am Institut für Theaterwissenschaft der Universität Mainz und anschließend hier für ein Jahr Vertretungsprofessor. 2002/03 hatte er eine Gastprofessur an der niederländischen Hochschule für Performance Studies und Dance in Amsterdam inne. 
Ab 2003 war er bis zu seiner Emeritierung 2017 Universitätsprofessor am Institut für Theaterwissenschaft der Universität Leipzig. Als dessen Geschäftsführender Direktor; diese Position hatte er von 2003 bis 2005 und erneut von 2008 bis zu seiner Emeritierung inne; initiierte er die Einrichtung des Centre of Competence for Theatre (CCT) der Universität Leipzig, dessen Gründungsdirektor er von 2017 bis 2024 war. Von 2005 bis 2008 war er Prodekan der Fakultät Geschichte, Kunst- und Orientwissenschaften der Universität Leipzig. Die Schaffung einer künstlerischen Bertolt Brecht Gastprofessur der Stadt Leipzig am CCT ging ebenfalls auf seine Initiative zurück. Seit 2024 ist er dem CCT als Head of Research verbunden. 2014 wurde das von Heeg geleitete Institut für Theaterwissenschaft der Universität Leipzig mit dem deutschen Theaterpreis DER FAUST ausgezeichnet.
Günther Heeg war von 2009 bis 2019 Vizepräsident der International Brecht Society (IBS). 2019 richtete er mit dem CCT das 16. Symposium der International Brecht Society „Brecht unter Fremden / Brecht among Strangers“ aus.
Neben seinen Veröffentlichungstätigkeiten, betätigte er sich auch als Herausgeber fachspezifischer Literatur und leitete zahlreiche Drittmittelprojekte von DFG, BMBF und anderen Förderinstitutionen.

## Werke (Auswahl)
- Klopfzeichen aus dem Mausoleum. Brechtschulung am Berliner Ensemble. Vorwerk 8, Berlin, 2000.
- Theatrographie –Heiner Müllers Theater der Schrift. Vorwerk 8, Berlin, 2009.
- gemeinsam mit Markus A. Denzel: Kulturelle Flexionen und die Herausforderung der Geisteswissenschaften. Franz Steiner Verlag, 2011.
- gemeinsam mit Micha Braun, Lars Krüger und Helmut Schäfer: Reenacting History. Theater und Geschichte. Verlag Theater der Zeit, 2014.
- Recycling Brecht. Materialwert, Nachleben, Überleben. Verlag Theater der Zeit, 2018.
- gemeinsam mit Claudius Baisch, Andrea Hensel, Caroline Krämer, Sophia-Charlotte Reiser, Henrike Schmidt, Stephan Schnell und Helena Wölfl: Fremde spielen. Materialien zur Geschichte von Amateurtheater. Schibri-Verlag, Berlin 2020.
- Fremde Leidenschaften Oper: Das Theater der Wiederholung I. Verlag Theater der Zeit, 2022.
- Transcultural Theatre. Routledge, London, 2023.